# ريكاردو دياز أكوستا
ريكاردو دياز أكوستا (بالبرتغالية: Ricardo Dias Acosta‏) (15 ديسمبر 1985 ببلدية روزاريو دو سول في البرازيل - ) هو لاعب كرة قدم برازيلي في مركز الوسط. لعب مع نادي الاتفاق ونادي بونتي بريتا ونادي سيارا ونادي لوندرينا ونادي كاشياس دو سول ونادي 15 نوفمبر ‏ وإيراتي الرياضي ‏ وأتلتيكو لينينسي.

## روابط خارجية
- ريكاردو دياز أكوستا على موقع قاعدة بيانات كرة القدم.إي يو (الإنجليزية)
- ريكاردو دياز أكوستا على موقع Soccerway.com (الإنجليزية)
- ريكاردو دياز أكوستا على موقع عالم كرة القدم.نت (الإنجليزية)